# Typha austro-orientalis

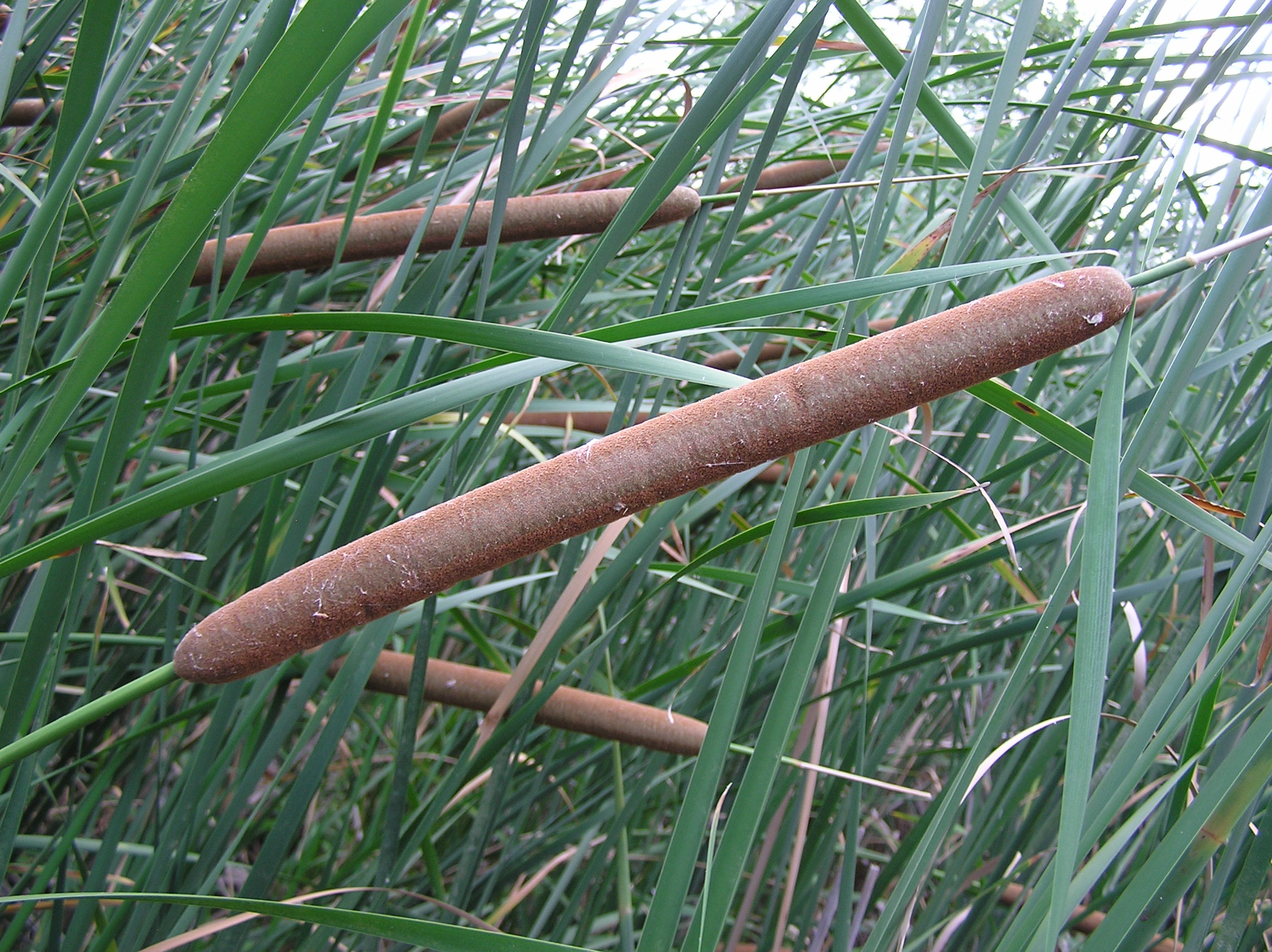
Тифа східна

Рогіз південно-східний, тифа східна (typha austro-orientalis) - вид рослин, що походить з півдня європейської частини Росії . Росте в прісноводних болотах. Типовий екземпляр був зібраний в 2000 році по поблизу м. Волгограда.

## Поширення
Рогіз південно-східний (Typha austro-orientalis) описаний у 2006 році з Волгоградської області. Природний ареал T. austro-orientalis охоплює пустельні та степові райони європейської частини Росії та Середньої Азії (Казахстан, Узбекистан). Зростання цього виду також відмічено на північ від основного ареалу його поширення.

## Систематична категорія
Тифа східна належить до царства Рослин, наземні судинні рослини, клада покритонасінні, клас Однодольні, Комелініди, родина Рогозові, рід Очерет та Рогіз.